# Ivan Della Mea
Ivan Della Mea, geb. Luigi Della Mea, Lucca, 16 oktober 1940 – Milaan, 14 juni 2009) was een Italiaans romanschrijver, journalist, singer-songwriter en politiek activist. 
Mea verhuisde als kind met zijn familie van Lucca naar Milaan. Hij werkte in een fabriek en ging nadien werken bij de kleine krant Stasera. In 1956 werd hij lid van de Italiaanse Communistische Partij (PCI). Als zanger en componist begon hij ook dat jaar zijn carrière in het Milanees dialect.
In de jaren 60 was hij lid van de Italiaanse Nuova canzone politica. Als schrijver begon hij in de jaren 80 en 90 met de publicatie van drie romans. Met zijn broer Luciano schreef hij als journalist voor Il Grandevetro en werkte hij ook voor l'Unità en Liberazione.

## Discografie

### Albums
- Io so che un giorno (1966, lp)
- Il rosso è diventato giallo (1979, lp)
- La balorda (1972, lp)
- Se qualcuno ti fa morto (1972, lp)
- Ringhera (1974, lp)
- Fiaba grande (1975, lp)
- La piccola ragione di allegria (1978, lp)
- Sudadio giudabestia (1979, lp)
- Sudadio giudabestia 2 (1980, lp)
- Karlett (1983, lp)
- Ho male all'orologio (1997, cd)
- La cantagranda forse walzer (2000, cd)

### Ep en 45 rpm
- Ballate della violenza (1962, ep)
- Ho letto sul giornale (1964, ep)
- La mia vita ormai (1965, ep)
- O cara moglie/Io ti chiedo di fare all'amore (1966, 45 rpm)
- Ciò che voi non dite/La linea rossa (1967, 45 rpm, met G.Marini)
- La nave dei folli (ep, 1972)